# Bataille de Villafranca (1809)
Pour les articles homonymes, voir Bataille de Villafranca.
Guerre d'indépendance espagnole
Batailles
- Val de Monterrey
- Chaves
- Villafranca (1re)
- Braga
- Porto (1re)
- Vigo
- Amarante
- Grijó
- Porto (2de)
- Lugo
- Ponte Sampaio

La bataille de Villafranca del Bierzo eut lieu le 17 mars 1809 à Villafranca del Bierzo, en Espagne, dans le cadre de la guerre d'indépendance espagnole. Après un sanglant siège de quatre heures, la petite garnison française isolée dans cette ville se rendit aux troupes espagnoles du général Gabriel de Mendizábal.

## Contexte
En 1809, les opérations de la milice espagnole dans le nord de l'Espagne furent marquées par des efforts sporadiques pour expulser le 6e corps français du maréchal Michel Ney des provinces que ce dernier avait envahies durant l'effondrement des armées espagnoles l'année précédente. Des lambeaux des armées battues par les Français, opérant en conjonction avec 30 000 hommes issus des guérillas et de la milice, organisaient des assauts et des escarmouches contre les 17 000 soldats de Ney le long des côtes de Galice et des Asturies. Alors que les Français mobilisaient des ressources importantes pour entretenir des garnisons dans cette région hostile, l'omniprésence des guérilleros les contraignit à évacuer le sud de la Galice (et en particulier Vigo et Tuy) en mars 1809. 
L'une des formations espagnoles survivantes, la division régulière d'infanterie du général La Romana, s'établit dans les Asturies et harcela les Français de Léon et de Galice, capturant impunément des troupes et des équipements militaires français. 

## Déroulement de la bataille
L'effectif des forces espagnoles était d'entre 3 800 et 6 000 soldats, accompagnés de six pièces d'artillerie. L'avant-garde de cette armée, composée de quelque 1 500 hommes des régiments de Saragosse et Zamora sous les ordres du général Gabriel de Mendizábal et dotée d'un canon de 12 livres pris aux Français ainsi que de munitions récupérées sur un poste abandonné par le général Moore à Ponferrada, attaque les lignes de communication françaises avec Madrid à Villafranca del Bierzo. Cette localité était occupée par un bataillon français du 6e régiment d'infanterie légère auquel s'ajoutaient plusieurs centaines de blessés et de malades, pour un total d'environ 1 200 hommes.
Le 17 mars, les troupes espagnoles entrèrent dans Villafranca et encerclèrent les Français retranchés dans le château. Une farouche bataille éclata qui coûta la vie à plusieurs officiers espagnols. Après quatre heures de combat, les Français acceptèrent de se rendre. Les pertes impériales furent de 700 morts ou blessés et 574 prisonniers tandis que celles des Espagnols furent très faibles.